# Karl Klingenfuß
Karl Otto Klingenfuß, Schreibweise auch Klingenfuss, (* 8. Januar 1901 in Mannheim; † 30. April 1990 in Buenos Aires) war ein deutscher Gauamtsleiter der Auslandsorganisation der NSDAP, abgedeckt als Diplomat.

## Studium und NSDAP
Der Sohn des Christian Friedrich Klingenfuß, der bei der Bahn als Arbeiter beschäftigt war, und seiner Ehefrau Justine geborene Velten, studierte in Wien, Heidelberg und Freiburg (Breisgau) und promovierte im Jahre 1925 zum Dr. phil. Zwei Jahre danach erhielt er ein Stipendium der Deutschen Forschungsgemeinschaft, um sich im Deutschen Ausland-Institut (DAI) in Stuttgart mit Problemstellungen von Rechten bei Minderheiten und anderen Fragen des Volkstums zu beschäftigen.
Im Jahre 1929 übernahm er im DAI eine feste Beschäftigung, um dann ab 1932 die Leitung der Presseabteilung zu übernehmen. Außerdem arbeitete er noch in der Verwaltung des Instituts mit. Zum 1. Mai 1933 trat er der NSDAP bei (Mitgliedsnummer 3.227.308). Gegen Ende des Jahres 1934 gehörte er der Auslandsorganisation der NSDAP an. In der AO übernahm er weitere Aufgaben im Rahmen der NS-Kulturgemeinde als Gauobmann und Gaudozentenbundsführer. Die Leitung des zu der Einrichtung zugehörigen Kulturamts führte er ab November 1935. Dieses Amt gab er 1937 an Werner Schmidt (1902–1978) ab.

## Auswärtiges Amt
Mitte Januar 1938 wechselte er ins Auswärtige Amt (AA) im Range eines Legationssekretärs, um dort in der kulturpolitischen Abteilung im Referat für Sprachen und Deutsche Sprachwerbung tätig zu werden. Ende Februar 1939 wurde er an die Botschaft in Buenos Aires versetzt, wo er bis Anfang April 1940 arbeitete. Unmittelbar danach ging er an die Gesandtschaft in Montevideo. Am 12. August 1940 wurde er zum Gesandtschaftsrat befördert. Als die diplomatischen Beziehungen zu Uruguay im Januar 1942 abgebrochen wurden, fuhr er Anfang April 1942 nach Deutschland zurück.
Anfang Juni 1942 nahm er eine Tätigkeit im AA in der Abteilung D (Deutschland) im Referat III auf, das auch für die „Judenfrage“ (NS-Jargon) zuständig war. In dieser Dienststellung fertigte er mehrere Schreiben für seinen Referatsleiter Franz Rademacher an, die von Rademacher und dem Abteilungsleiter Martin Luther gegengezeichnet wurden. In einem Schreiben vom 27. Juli 1942 drückte er gegenüber Adolf Eichmann die Zustimmung des AA zur Deportation von Juden aus Belgien, Frankreich und den Niederlanden aus. Er nahm am 27. Oktober desselben Jahres an der sogenannten Endlösungskonferenz im Eichmannreferat IV B 4 des Reichssicherheitshauptamts (RSHA) teil. Am 23. November 1942 verfasste er ein Schreiben an das RSHA, in dem er sein Einverständnis zur Berufung von SS-Hauptsturmführer Dietrich Wisliceny zum Berater für die Deportation der Juden in Bulgarien gab. Dieser galt in der Slowakei als unabkömmlich und die Wahl fiel auf Theodor Dannecker.

## Gesuch um Versetzung
Klingenfuß befolgte die Anweisungen ohne größere Hemmungen, aber ohne großen Einsatz. Allerdings stellte er an Rademacher unbequeme Fragen bezüglich der zu deportierenden Juden. Dabei unterbreitete Rademacher die „offizielle“ Version, die Juden würden in Ghettos konzentriert und nach dem Kriege wieder zurückgeschickt. Auch eine Frage nach dem Zweck der Einsatzgruppen wurde ausweichend beantwortet. Diese würden nur zur Partisanenbekämpfung eingesetzt. Rademacher verlor die Geduld mit Klingenfuß und verwies ihn an SS-Sturmbannführer Rolf Günther, den Stellvertreter von Eichmann im RSHA. Das Angebot, das Ghetto Theresienstadt zu besuchen, lehnte Klingenfuß ab, als er von Rademacher erfuhr, dass dieses Ghetto als Vorzeigelager für Besucher diente. Inzwischen hatte er auch aus dem Familienkreis einige Andeutungen erhalten, was die Deportation von Juden tatsächlich bedeutete.
Im Oktober 1942 wandte sich Klingenfuß an den Personalchef des AA, Hans Schröder, und bat um Versetzung auf eine andere Dienststellung. Die Versetzung nach Bern erhielt er im Dezember 1942, so dass er dort in der Gesandtschaft Anfang Januar 1943 als Kulturreferent tätig werden konnte. Im September 1943 erfolgte die Versetzung an die Botschaft in Paris, wo er bis Mitte August 1944 tätig war. Mitte September 1944 trat er im AA in der Politischen Abteilung im Referat II seine neue Stellung an. Seine neuen Aufgaben befassten sich mit der Betreuung der Gauleitung in Baden. In Baden-Baden nahm er ab Anfang Oktober 1944 die Stellung des Vertreters des AA beim Reichsverteidigungskommissar für Baden-Elsaß wahr.

## Anklage und Flucht
Infolge des Zusammenbruchs des NS-Regimes im Mai 1945 geriet Klingenfuß in Internierungshaft. Von Robert M. W. Kempner wurde er gegen Ende 1947 in Nürnberg einem Verhör unterzogen. Am 1. September 1948 wurde vom Nürnberger Amtsgericht ein Haftbefehl wegen Beihilfe zum Mord erlassen, es sah aber wegen Haftunfähigkeit vom Vollzug ab. Im Dezember 1949 ging Klingenfuß von Singen in die Schweiz und von dort nach Argentinien. Das am 19. Januar 1950 in Nürnberg eröffnete Ermittlungsverfahren wurde im November 1950 wegen Abwesenheit ausgesetzt. In Buenos Aires hatte er von 1951 bis 1967 den Posten eines Geschäftsführers der deutsch-argentinischen Handelskammer inne. Als im Jahre 1952 eine erneute Anklage gegen ihn im Zusammenhang mit Rademacher erhoben wurde, erhielten die deutschen Behörden im März 1953 eine Mitteilung des argentinischen Generalstaatsanwalts, dass Klingenfuß nicht ausgeliefert würde. Der Tatbestand einer unvollkommenen Anstiftung sei in Argentinien nicht strafbar. Der deutsche Botschafter in Argentinien Werner Junker setzte sich im August 1958 bei den deutschen Behörden für die Einstellung des Verfahrens ein.
Das Landgericht Bamberg befreite ihn am 9. Dezember 1960 von weiterer Verfolgung. Er habe nur Anweisungen befolgt, eigene Initiativen seien nicht bekannt. Höchstens sei er ein NS-Gehilfe gewesen mit der Beschuldigung der versuchten Anstiftung zum Verbrechen. Diesen Tatbestand hatte aber der Bundesgerichtshof mit seinem Beschluss vom 1. März 1960 so qualifiziert, dass entsprechende Täter nicht mehr verfolgt wurden. Allerdings hob das Landgericht hervor, dass die Unschuld von Klingenfuß weder bewiesen sei, noch ein begründeter Verdacht bestehe. Wegen des Urteils vom BGH sehe die Strafkammer allerdings „keine Möglichkeit mehr zu einer Verurteilung“.

## Schriften
- Beust und Andrassy und die Kriegsgefahr von 1875, in: Archiv für Politik und Geschichte, 4. Jahrgang, Heft 12, 1926.
- Von deutscher Art und Aufgabe in der Welt. Eine kulturpolitische Betrachtung, zitiert in: Helmut Scheur, Dichter und ihre Nation, 1993, S. 427.
- Handel und Wandel. Fünf Jahrzehnte Kammerarbeit, in: Deutsch-Argentinische Handelskammer 1916–1966, Buenos Aires 1966.
- 50 Jahre Deutsch-Argentinische Handelskammer in Buenos Aires, in: Zeitschrift Übersee-Rundschau, Jahrgang 18, 1966, Heft 4, S. 14ff.
- Argentinien zwischen Gestern und Morgen. Streiflichter zur wirtschaftspolitischen Situation, Köln 1967.
- Geschichte des Deutschtums in Argentinien, mit Werner Hoffmann als Herausgeber, Buenos Airos 1978.
- Deutsche in Argentinien: 1520-1980, mit Wilhelm Lütge, Werner Hoffmann und Karl Wilhelm Körner, Buenos Aires 1981.

## Referenzen
- Robert M. W. Kempner: Eichmann und Komplizen. Europa Verlag, Zürich u. a. 1961.
- Christopher R. Browning: The final solution and the German Foreign Office. A study of Referat D III of Abteilung Deutschland. 1940–43. Holmes & Meier, New York NY u. a. 1978, ISBN 0-8419-0403-0.
  - Deutsch: Die „Endlösung“ und das Auswärtige Amt. Das Referat D III der „Abteilung Deutschland“. 1940–1943. Übersetzt von Claudia Kotte. Wissenschaftliche Buchgesellschaft, Darmstadt 2010, ISBN 978-3-534-22870-6 (Veröffentlichungen der Forschungsstelle Ludwigsburg der Universität Stuttgart 16).
- Claudia Steur: Theodor Dannecker. Ein Funktionär der „Endlösung“. Klartext-Verlag, Essen 1997, ISBN 3-88474-545-X (Schriften der Bibliothek für Zeitgeschichte NF 6), (Zugleich: Stuttgart, Univ., Diss., 1995).
- Ernst Klee: Das Personenlexikon zum Dritten Reich. Wer war was vor und nach 1945? Fischer, Frankfurt am Main 2003, ISBN 3-10-039309-0.
- Maria Keipert (Red.): Biographisches Handbuch des deutschen Auswärtigen Dienstes 1871–1945. Herausgegeben vom Auswärtigen Amt, Historischer Dienst. Band 2: Gerhard Keiper, Martin Kröger: G–K. Schöningh, Paderborn u. a. 2005, ISBN 3-506-71841-X.
- Uki Goñi: „Odessa“. Die wahre Geschichte. Fluchthilfe für NS-Kriegsverbrecher. Assoziation A, Berlin 2006, ISBN 3-935936-40-0.
- Heinz Schneppen: „Odessa“ und das „Vierte Reich“. Mythen der Zeitgeschichte. Metropol, Berlin 2007, ISBN 978-3-938690-52-9 (Reihe ZeitgeschichteN 3).
- Daniel Stahl: Nazi-Jagd. Südamerikas Diktaturen und die Ahndung von NS-Verbrechen. Wallstein, Göttingen 2013